# Campionato nordamericano maschile under 16 di calcio 1987
Il Campionato nordamericano di calcio Under-16 1987 è stata la terza edizione della competizione omonima organizzata dalla CONCACAF.
Si è tenuto dal 15 al 26 febbraio in Honduras e ha visto il Messico conquistare il torneo.
Messico e Stati Uniti guadagnarono inoltre l’accesso al Campionato mondiale Under-16 1987 che si svolse in Canada. 

## Primo turno

### Gruppo A
| Pos. | Squadra           | Pt | G | V | N | P | GF | GS | DR |
| ---- | ----------------- | -- | - | - | - | - | -- | -- | -- |
| 1.   | Stati Uniti       | 4  | 2 | 2 | 0 | 0 | 6  | 1  | +5 |
| 2.   | Honduras          | 2  | 2 | 1 | 0 | 1 | 4  | 4  | 0  |
| 3.   | Trinidad e Tobago | 0  | 2 | 0 | 0 | 2 | 2  | 7  | -5 |

| Squadra 1   | Risultato | Squadra 2         |
| ----------- | --------- | ----------------- |
| Stati Uniti | 4 - 0     | Trinidad e Tobago |
| Honduras    | 3 - 2     | Trinidad e Tobago |
| Honduras    | 1 - 2     | Stati Uniti       |

### Gruppo B
| Pos. | Squadra     | Pt | G | V | N | P | GF | GS | DR |
| ---- | ----------- | -- | - | - | - | - | -- | -- | -- |
| 1.   | Messico     | 6  | 3 | 3 | 0 | 0 | 7  | 1  | +6 |
| 2.   | Costa Rica  | 4  | 3 | 2 | 0 | 1 | 4  | 5  | -1 |
| 3.   | Giamaica    | 1  | 3 | 0 | 1 | 2 | 0  | 2  | -2 |
| 4.   | El Salvador | 1  | 3 | 0 | 1 | 2 | 0  | 3  | -3 |

| Squadra 1   | Risultato | Squadra 2  |
| ----------- | --------- | ---------- |
| Messico     | 1 - 0     | Giamaica   |
| El Salvador | 0 - 2     | Costa Rica |
| El Salvador | 0 - 1     | Messico    |
| Costa Rica  | 1 - 0     | Giamaica   |
| El Salvador | 0 - 0     | Giamaica   |
| Costa Rica  | 1 - 5     | Messico    |

## Secondo turno
| Pos. | Squadra     | Pt | G | V | N | P | GF | GS | DR  |
| ---- | ----------- | -- | - | - | - | - | -- | -- | --- |
| 1.   | Messico     | 6  | 3 | 3 | 0 | 0 | 9  | 1  | +8  |
| 2.   | Stati Uniti | 4  | 3 | 2 | 0 | 1 | 7  | 6  | +1  |
| 3.   | Costa Rica  | 2  | 3 | 1 | 0 | 2 | 5  | 4  | +1  |
| 4.   | Honduras    | 0  | 3 | 0 | 0 | 3 | 3  | 13 | -10 |

| Squadra 1  | Risultato | Squadra 2   |
| ---------- | --------- | ----------- |
| Messico    | 3 - 1     | Stati Uniti |
| Honduras   | 0 - 5     | Costa Rica  |
| Costa Rica | 0 - 2     | Messico     |
| Honduras   | 3 - 4     | Stati Uniti |
| Costa Rica | 0 - 2     | Stati Uniti |
| Honduras   | 0 - 4     | Messico     |

Messico e Stati Uniti qualificate al Campionato mondiale Under-16 1987.